# حزب بهاراتیا جاناتا
حزب بهاراتیا جاناتا (به هندی: (भारतीय जनता पार्टी [भाजपा]، اردو: بهارتیهَ جنَتا پارٹی) یا به اختصار بی‌جِی‌پی (BJP)، به معنای حزب مردم هند، حزبی سیاسی ملی‌گرا در هند است.
شاخه جوانان حزب «بهارتی جنتا جوبا مورچا» است.
در انتخابات مجلس ۲۰۰۴ حزب ۸۵٬۸۶۶٬۵۹۳ رأی (۲۲٪, ۱۳۸ کرسی) دریافت کرد. حزب بهاراتیا جاناتا (بی، جی، پی) است که در سال ۱۹۸۰ تأسیس شد، طی ۲۰ سال به تدریج از قدرت چشمگیری برخوردار گردیده و به‌ویژه پس از واقعه تخریب مسجد بابری با حمایت این حزب، بی‌جی‌پی توانست طی سال‌های ۱۹۹۸ تا ۲۰۰۴ قدرت را در دست داشته باشد. اگرچه در این حزب گرایش‌های نژادپرستانه و به‌ویژه ضدمسلمانان وجود دارد، اما از گذشته افراطی خود فاصله گرفته است و اکنون با تعدیل سیاسی و فکری، همچنان رقیب جدی برای حزب کنگره ملی بشمار می‌رود. گرچه برخی معتقدند وضعیت در هندوستان روز به روز برای مسلمانان بدتر می‌شود و پروپاگاندای حزب بهاراتیا بر ضداسلام است.

## ایدئولوژی
ملی ناسیونالیست طرفدار هندوها
احزاب مهم سیاسی هندوستان عبارتند از: •حزب کنگره • جاناتا دال (حزب خلق) • حزب بهاراتیا جاناتا (حزب خلق هند؛ هندوی راست‌گرا) •حزب کمونیست هند – مارکسیست• حزب کمونیست هند و تعدادی گروه‌بندی‌های منطقه‌ای.
حزب کنگره ملی هند(INC) که در سال ۱۸۸۵ میلادی تأسیس شده است، بزرگ‌ترین تشکل شرکت‌کننده در انتخابات و دارای بیشترین تعداد نامزدها است. رقیب اصلی این حزب، حزب بهاراتیاجاناتا (بی، جی، پی) است.
هند دارای دو مجلس است با نام‌های لوک‌سابا (مجلس عوام) و راجیاسابا (مجلس سنا). نمایندگان راجیاسابا (سنا) ۲۵۰ نفرند که ۱۲ تن از آن‌ها را رئیس‌جمهور برمی‌گزیند و بقیه را نمایندگان مجالس ایالتی انتخاب می‌کنند. ریاست مجلس به‌طور معمول با معاون رئیس‌جمهور است. لوک‌سابا (مجلس عوام) ۵۴۵ نماینده دارد، که ۵۳۰ نفر با رأی مستقیم شهروندان و ۱۳ نفر از ۷ فرمانداری کل انتخاب و به مجلس عوام راه پیدا می‌کنند. ۲ نفر را نیز رئیس‌جمهور از میان بریتانیایی‌های هندی‌تبار برمی‌گزیند. معرفی و رسمیت نخست‌وزیر از طریق حزب حاکم یا ائتلاف احزاب در مجلس عوام (لوک‌سابا) صورت می‌پذیرد.
- احزاب سیاسی در هند

بیش از ۷۰۰ حزب سیاسی در هند وجود دارد که به سه گروه ملی (کشوری)، منطقه‌ای (ایالتی) و محلی تقسیم می‌شوند. از میان این احزاب براساس سابقه و قدرت حزبی، حزب کنگره که بنیان‌گذار آن گاندی و نهرو بودند، حزب بهاراتیا جاناتا (بی، جی، پی) که دارای گرایش‌های شدید نژادی و هندو است، و حزب کمونیست مارکسیست هند(cpi-m) از بزرگ‌ترین احزاب و فراگیر به‌شمار می‌روند.

### فهرست استانداران ایالتی از حزب
- استاندارد یا وزیر اعظم----ایالت

1. رامان سینگ – چهتیسگره```
2. منهر پرریکر – گوا```
3. نرندرا مدی – گوجرات```
4. پرم کومار دهومل – هیماچل پرادش```
5. جگدیش شتر – کرناتکا```
6. شیورج سینگ چوهن – مدهیا پردش```
7. ارجون موندا – ژرخند```
8. نیتیش کومار -بیهار
9. پرخاش سینق بدل -پونجب
10. نیفیو ریو - نگلند

### تخریب مسجد بابری
".

## فهرست مدیران کل حزب
| سال       | نام | نام                 | بنیاد       |
| --------- | --- | ------------------- | ----------- |
| ۱۹۸۰–۱۹۸۶ |     | آتال بیهاری واجپایی |             |
| ۱۹۸۶–۱۹۹۱ |     | لعل (لال) ادوانی    | First Term  |
| ۱۹۹۱–۱۹۹۳ |     | Murli Manohar Joshi |             |
| ۱۹۹۳–۱۹۹۸ |     | لعل (لال) ادوانی    | Second Term |
| ۱۹۹۸–۲۰۰۰ |     | Kushabhau Thakre    |             |
| ۲۰۰۰–۲۰۰۱ |     | Bangaru Laxman      |             |
| ۲۰۰۱–۲۰۰۲ |     | Jana Krishnamurthi  |             |
| ۲۰۰۲–۲۰۰۴ |     | Venkaiah Naidu      |             |
| ۲۰۰۴–۲۰۰۶ |     | لعل (لال) ادوانی    | Third Term  |
| ۲۰۰۶–۲۰۰۹ |     | Rajnath Singh       |             |
| ۲۰۰۹–۲۰۱۲ |     | Nitin Gadkari       | First Term  |
| ۲۰۱۲–۲۰۱۵ |     | Nitin Gadkari       | Second Term |